# Mở rộng gia tăng của vũ trụ
Mở rộng gia tăng hay Mở rộng gia tốc của vũ trụ là sự mở rộng của vũ trụ thể hiện trong các quan sát dường như với tốc độ ngày càng tăng. Về hình thức, điều này có nghĩa rằng Hệ số tỷ lệ vũ trụ a(t) có đạo hàm bậc hai là dương , để vận tốc mà một thiên hà xa xôi thấy được tại vị trí quan sát là liên tục tăng theo thời gian .
Sự mở rộng của vũ trụ đã được gia tăng kể từ khi vũ trụ bước vào kỷ nguyên năng lượng tối thống trị của nó, ở dịch chuyển đỏ z≈0.4 (cách đây khoảng 5 Ga). Trong khuôn khổ của thuyết tương đối rộng, mở rộng tăng tốc có thể được giải thích bằng một giá trị là dương của hằng số vũ trụ Λ, tương đương với sự hiện diện của một năng lượng chân không là dương, được gọi là "năng lượng tối". Trong khi có những cách giải thích khác có thể, thì mô tả với giả thiết rằng năng lượng tối (Λ dương) hiện được sử dụng trong mô hình tiêu chuẩn hiện hành của vũ trụ học, được gọi là ΛCDM ("vật chất tối lạnh Lambda").